# Fichtelberg (Naturschutzgebiet)
Das Naturschutzgebiet Fichtelberg liegt im Erzgebirgskreis in Sachsen. Das aus sechs Teilflächen bestehende Naturschutzgebiet erstreckt sich westlich von Oberwiesenthal. Die B 95 durchschneidet das Gebiet, die Staatsgrenze zu Tschechien verläuft am westlichen und südlichen Rand des Gebietes.
Es beinhaltet die ehemaligen Naturschutzgebiete „Zechengrund“, „Fichtelberg-Südhang“, „Fichtelberg mit Schönjungferngrund“ und „Rohr- oder Schilfwiese“ sowie das Flächenhafte Naturdenkmal „Börnerwiese“ und liegt überwiegend innerhalb des gleichnamigen Landschaftsschutzgebietes.

## Bedeutung
Das 209 ha große Gebiet mit der NSG-Nr. C 98 wurde im Jahr 2007 unter Naturschutz gestellt.

## Flora
Die Besonderheit des Gebiets sind bunt blühende, artenreiche Bergwiesen, seltene Borstgrasrasen, Bergheiden, Bergfichtenwälder, naturnahe Bergbäche mit subalpinen Hochstaudenfluren, Quellen, Nieder- und Zwischenmoore bestimmt. Es gibt eine Vielzahl seltener und gefährdeter Tier- und Pflanzenarten darunter:
- Pflanzenarten: Weißzüngel (Pseudorchis albida), Sumpfenzian (Swertia perennis), Alpen-Flachbärlapp (Diphasiastrum alpi-num), Feuerlilie (Lilium bulbiferum), Quirlblättriges Weidenröschen (Epilobium alpestre) und Stängelumfassender Knotenfuß (Streptopus amplexifolius)
- Tierarten: Kreuzotter (Vipera berus), Ringdrossel (Tordus torquatus), Wachtelkönig (Crex crex) und Hochmoor-Gelbling (Colias palaeno)

Von landschaftsgeschichtlicher Bedeutung sind auch die von so genannten Frostmusterböden. Diese sind buckelige, mit Beerstrauch bewachsenen Kleinstrukturen. Sie sind durch verschiedene Prozesse während der letzten (Weichsel-)Kaltzeit entstanden und bis heute erhalten. Im Volksmund werden sie „Beerhübl“ genannt.